# Billie Jo Spears
 Billie Jo Spears (Beaumont, Texas, 1937. január 14. – Vidor, Texas 2011. december 14.) amerikai countryénekesnő. 1969 és 1977 között ötször érte el a Country Top 10-es listák előkelő helyét, de legnagyobb sikere a Blanket on the Ground című dal lett. Kissé bluesos hangja miatt sok rajongója volt.

## Korai évek
A texasi Beaumonthben látta meg a napvilágot az Egyesült Államokban. Gyermekkoráról kevés adat maradt fenn. 13 évesen egy country-hangversenyen debütált Houstonban.Középiskolába járt, miközben éjszakai bárokban énekelt, és lemezkiadókat keresett.

## Karrier
Lemezszerződést kapott az United Artists Recordsnál, és elkészítette első nagylemezét.
17 stúdióalbuma jelent meg, ezek közül a legsikeresebb a Blanket on the Ground lett 1975-ben. Szintén sikeres lett az 1976-os What I've Got in Mind című nagylemeze.
Hamar eltűnt a nyilvánosság előtt, halála előtt 27 évvel adta ki utolsó lemezét.
A Country Music People magazin az 1990-es években megválasztotta a Country zene anyakirálynőjének.

## Halála
Spears hosszú betegeskedés után 2011. december 14-én 74 évesen rákban halt meg Vidorban, közel szülővárosához.

## Lemezei
- 1968 – The Voice of Billie Jo Spears
- 1969 – Mr. Walker, It's All Over
- 1969 – Miss Sincerity
- 1970 – With Love
- 1970 – Country Girl
- 1971 – Just Singin'
- 1975 – Blanket on the Ground
- 1975 – Billie Jo
- 1976 – What I've Got in Mind
- 1976 – I'm Not Easy
- 1977 – If You Want Me
- 1978 – Lonely Hearts Club
- 1978 – Love Ain't Gonna Wait for Us
- 1979 – I Will Survive
- 1980 – Standing Tall
- 1981 – Only the Hits
- 1983 – Billie Jo Spears Today
- 1992 – The Best of Billie Jo Spears válogatáslemez